# Ahron Daum

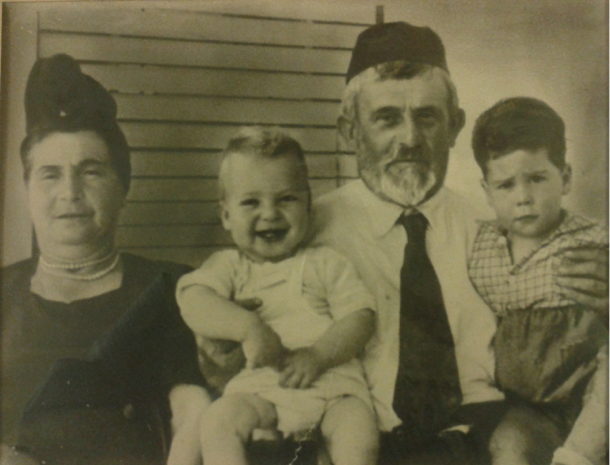
Rabin Ahron Daum (z prawej) i jego brat, Reb Szlomo Daum (po lewej), siedzą na kolanach dziadka, rabina Chaima Yuda Daum (1889 -1965). Po lewej stronie jest Bracha Daum (1892 -1957). Oboje pochodzili z Kalisza. Ocaleli z Shoah (zagłady), dzięki szczęśliwej ucieczce do Izraela w ostatnim momencie w 1939 roku.

Ahron Daum (ur. 6 stycznia 1951 w Bene Berak, zm. 27 czerwca 2018 w Antwerpii) – nowoczesno-ortodoksyjny rabin, pedagog, pisarz i były Naczelny Rabin Frankfurtu nad Menem, następnie mieszkał w Antwerpii, w Belgii.

## Życie prywatne i edukacja
Urodził się w Izraelu w religijnej rodzinie Żydów aszkenazyjskich. Jego ojciec Szmuel Daum był ważnym pedagogiem, pisarzem, działaczem społecznym, pochodzącym z polsko-czeskiej rodziny wpływowych Żydów. Jego matka, Rywka Gina Daum pochodziła z zamożnej rodziny przedsiębiorców z Sopron na Węgrzech. Ma on trzech młodszych braci. Swoją edukację religijną rozpoczął w wieku 13 lat w słynnej litewsko-chasydzkiej “Ruzhin” Yeshiva w Bnei Brak. W wieku 14 lat wyjechał do Wielkiej Brytanii, gdzie kontynuował studia w Yeshiva Ha-Rama, a później przeniósł się do znanego syjonistycznego Yeshiva Etz Chaim w Montreux w Szwajcarii. W 1975, po uzyskaniu tytułu naukowego w Szwajcarii, udał się na studia rabinackie na Jews' College przy Uniwersytecie Londyńskim, które ukończył z wyróżnieniem. Od 1978 roku uczęszczał do Rabbi Isaac Elchanan Theological Seminary (RIETS '82) przy nowojorskim Yeshiva University, gdzie zdobył tytuł Magistra Nauk Biblijnych (również z wyróżnieniem). Odebrał tam też z rąk prof. rabina Josepha Soloveitchika święcenia rabinackie. Odrzucił propozycję kontynuowania studiów w celu zdobycia tytułu dajana i powrócił do Europy, gdzie poślubił Francine Frenkel, z którą ma trzy córki. Mówi po hebrajsku, angielsku, niemiecku, francusku, niderlandzku i w jidysz, posiada też bierną znajomość języka aramejskiego i łacińskiego.

## Kariera
W 1982 zaczął swoją karierę rabina w Szwajcarii jako rabin gminy w dwujęzycznym francusko-niemieckim mieście Biel/Bienne. W 1986 zrezygnował ze swojego stanowiska, by zostać doktorantem Instytutu Chrześcijańsko-Żydowskiego w Lucernie, związanego z Wydziałem Teologicznym tamtejszego Uniwersytetu w Lucernie. W 1987 roku zgodził się na objęcie stanowiska Naczelnego Rabina społeczności żydowskiej Frankfurtu nad Menem w Niemczech, która była w tych czasach największą i najbardziej prestiżową wspólnotą żydowską zachodnich Niemiec. W czasie pełnienia tej funkcji miał miejsce napływ imigrantów rosyjsko-żydowskich z byłego Związku Radzieckiego do Niemiec, a w szczególności właśnie do Frankfurtu. Pierwszą udzieloną pomocą tym ludziom, którzy w większości żyli w niepewnych warunkach ekonomicznych, było zintegrowanie ich ze społecznością żydowską. Głównym priorytetem rabina Dauma była integracja tych osób, które zostały odłączone od swoich żydowskich korzeni na ponad 90 lat. Często okazywało się to bardzo skomplikowane, ponieważ Żydzi w Rosji sowieckiej nie robili wiele, aby wzmocnić swoją tożsamość żydowską. Pociągało to za sobą duże trudności w określeniu ich stosunku wobec własnej wiary. Niektóre z tych osób cechowała pełna apatia wobec życia i środowiska Żydów. Dlatego też, jednym z pierwszych zadań rabina jako głowy wspólnoty we Frankfurcie nad Menem, było rozwiązanie problemu wyjaśnienia statusu żydowskiego przybyszów z byłego Związku Radzieckiego. Ponadto rabin Daum był siłą napędową społeczności żydowskiej i jej działań dotyczących działalności religijnej i kulturalnej, a szczególnie dla jej nowych członków pochodzących z byłego ZSRR. Organizował wydarzenia żydowskie, np. Dni Kultury Żydowskiej z muzyką klezmerską i przemówieniami osób specjalizujących się w dziedzinie propagowania religijności, czy wycieczki do miast takich jak Wormacja, Moguncja i Michelstadt, które są miejscami dziedzictwa żydowskiego o ogromnej wartości historycznej. Podczas swojej 5-letniej służby, jako głowa wspólnoty we Frankfurcie, rabin Ahron Daum pokazał, że jest bardzo zaangażowany w sprawowaną przez siebie funkcję. Wykonywał wszystkie zadania dla wspólnoty, która w tym czasie liczyła ok. 6000-7000 osób. Sprawował pełną opiekę nad szabatami i świętami żydowskimi wraz z kazaniami i przemówieniami. Poza tym udzielał lekcji Tory podczas szabatu i w dni powszednie, regularnie odwiedzał wszystkie cztery istniejące synagogi i żydowskie domy spokojnej starości z okazji świąt Jamim Noraim, Chanuka i Paschy. Uczestniczył w pogrzebach członków wspólnoty i składał wizyty w czasie Sziwa, niezależnie od statusu zmarłego: znany lub nieznany, bogaty czy biedny. Nadzorował koszerność instytucji wspólnotowych, takich jak restauracje, sklepy mięsne, koszerne posiłki dla Lufthansy i okazjonalne uroczystości jak Bar/Bat micwa i wesela w dużych hotelach. Ważnym celem Rabina Daum był też remont mykwy we Frankfurcie, według wysokich standardów Halacha. Dodatkowe wsparcie Rabina Meira Posena, który był w tym czasie największym i najbardziej cenionym konstruktorem mykw w Europie, zapewniło bardzo wysoki standard halachiczny mykwy we Frankfurcie. Co roku organizował gminny Seder i Święto Sukkot, w których uczestniczyły setki osób. Rabin stale zapraszał członków wspólnoty do swojego szabasowego stołu, bez względu na to, czy byli to ważni członkowie wspólnoty, czy też zwykli ludzie. Wraz ze swoim ojcem, Samuelem Daum, organizował Kabalat Szabat z udziałem kworum modlitewnego Minjan w synagodze Baumweg. Sprawował też funkcję jako Av Beth Din we Frankfurcie. Zajmował się Giyurim, czyli konwersją ludzi na judaizm, kwestiami dotyczącymi Kaszrutu, Tory i rozwodami żydowskimi (get). Jeśli chodzi o Giyurim – rabin Daum ma doświadczenie zarówno z perspektywy religijnej rabina sędziego (Bejt din), a także nauczyciela i mentora. Ma 15 lat doświadczenia w przygotowywaniu osób chcących zmienić wiarę na judaizm. W 1993 roku, ze względów rodzinnych, zrezygnował ze stanowiska Naczelnego Rabina i przeniósł się do belgijskiej Antwerpii, gdzie mieszkała już większa część jego rodziny. Tam zaczął uczyć judaizmu w szkołach państwowych i żydowskich. W 1995 roku przyjął posadę wykładowcy prawa żydowskiego na Faculty for Comparative Religion w Wilrijk (Antwerpia). W uznaniu jego nauczania i jego dzieł na temat Halacha, Wydział przyznał mu profesurę Honoris Causa w prawie żydowskim. Od 2001 roku prowadzi również, wraz z żoną, szereg projektów pomocy dla Baalei Tshuva, nie-Żydów zainteresowanych studiami żydowskimi i potencjalnym nawróceniem na judaizm. Dziś zajmuje mu to większość czasu. W ramach tych działań regularnie organizuje, we współpracy z położonym w Holandii Centrum Shalom, badania na różne tematy w ramach studiów żydowskich.

## Dzieła i publikacje
Profesor rabin Ahron Daum napisał wiele dzieł dotyczących zróżnicowanych zagadnień w dziedzinie studiów żydowskich. W czasie, gdy mieszkał w Szwajcarii, stale pomagał tworzyć halachiczne artykuły do żydowskiego, niemiecko-szwajcarskiego tygodnika „Jüdische Rundschau”. Podczas swojej kadencji Naczelnego Rabina we Frankfurcie nad Menem, regularnie pisał artykuły dla „Die Jüdische Allgemeine” i dwumiesięcznika „Die Gemeinde”. Od 2010 roku ma swoją kolumnę w najbardziej rozpowszechnionym w Belgii żydowskim magazynie „Joods Actueel”. W kolumnach tych opisuje całe spektrum studiów żydowskich, na przykład bardzo przez siebie lubianą historię judaizmu od czasów Oświecenia. Jest autorem dwóch książek. Pierwsza z nich pt. „Halacha aktuell” jest dwutomową pracą napisaną w języku niemieckim, która traktuje o aktualnych problemach halachicznych, jakie pojawiają się w literaturze Halacha, a szczególnie Responsa. Jest to praca wyjątkowa, ponieważ była to pierwsza w okresie powojennym, napisana w języku niemieckim, która wyczerpująco zajmowała się problemami Halacha w literaturze Responsa. Została przyjęta z wielkim entuzjazmem w halachicznym świecie i otrzymała aprobację wielu wybitnych autorytetów w dziedzinie Halacha. Niektóre teksty z tej książki zostały napisane w rabinicznym hebrajskim i opublikowane oddzielnie pod tytułem „Iyunim b’Halacha”. Jego druga książka nosi tytuł: „Die Jüdische Feiertage in Sicht der Tradition”. Jest to dwutomowa antologia łącząca artykuły halachiczne, kazania, uwagi liturgiczne, myśli homiletyczne oraz opowieści folklorystyczne i satyryczne związane ze świętami żydowskimi i Szabatem. Obecnie pracuje nad kilkoma książkami w języku niderlandzkim, obejmującymi tak różne tematy jak Kabała, historia żydowska czy współczesny świat Żydów wraz z jego różnymi powiązaniami i innymi problemami.

## Publikacje
- Halacha aktuell, Jüdische Religionsgestze und Bräuche im modernen Alltag (Haag und Herchen Verlag, Frankfurt am Main, 1992, 2 Vol., p. 387 – p. 773)
- Iyunim b’Halacha (Haag und Herchen Verlag, Frankfurt am Main, 1992, p. 93)
- Die Feiertage Israels, Die jüdischen Feiertage in er Sicht der Tradition (Herchen Verlag, Frankfurt am Main, vol. I, 1993, p. 556, vol. II, 1994, p. 557)
- „Das aschkenasische Rabbinat: Studien über Glaube und Schicksal” (Julius Carlebach) / Die Rolle des Rabbiners in Deutschland heute (Ahron Daum)